# Andijan
Andijan este un oraș situat în partea de est a Uzbekistanului, în Depresiunea Fergana, pe Drumul Mătăsii. Este reședința regiunii Andijan. Râul Andijan-Say traversează orașul.

## Personalități născute aici
- Nodira (1792 - 1842), poetă și femeie de stat uzbecă;
- Iskandar Qutbiddinov (n. 1995), avocat, politician.